# Gothic (серія)
Gothic (укр. Готика або Ґотика) — серія комп'ютерних Action-RPG ігор, розроблена Piranha Bytes (2001—2006), Trine Games (2008), Handy-Games GmbH (2008) та Spellbound Entertainment (2010—2011). Видана Xicat Interactive (2001), JoWooD Entertainment (2002—2011) та THQ Nordic (2019). 
У 2019 році було анонсовано рімейк першої частини серії - Gothic 1 Remake, ігровим тизером Gothic Playable Teaser, дочірньою студією THQ Nordic — THQ Barcelona. 
Наразі правами на серію володіють THQ Nordic, якій підпорядковуються Piranha Bytes та новостворена Alkimia Interactive (дочірня студія THQ Nordic), що займається рімейком першої частини культової гри.

## Релізи
| Рік           | Назва                         | Розробник                                                         | Видавець             | Платформа                                              |
| Головна серія | Головна серія                 | Головна серія                                                     | Головна серія        | Головна серія                                          |
| ------------- | ----------------------------- | ----------------------------------------------------------------- | -------------------- | ------------------------------------------------------ |
| 2001          | Gothic                        | Piranha Bytes                                                     | Xicat Interactive    | Microsoft Windows                                      |
| 2002          | Gothic II                     | Piranha Bytes                                                     | JoWooD Entertainment | Microsoft Windows                                      |
| 2003          | Gothic II: Night of the Raven | Piranha Bytes                                                     | JoWooD Entertainment | Microsoft Windows                                      |
| 2006          | Gothic 3                      | Piranha Bytes                                                     | JoWooD Entertainment | Microsoft Windows                                      |
| TBA           | Gothic 1 Remake               | Alkimia Interactive [Архівовано 4 жовтня 2021 у Wayback Machine.] | THQ Nordic           | Microsoft Windows Xbox Series X and S PlayStation 5    |
| Спін-офи      |                               |                                                                   |                      |                                                        |
| 2008          | Gothic 3: Forsaken Gods       | Trine Games                                                       | JoWooD Entertainment | Microsoft Windows Xbox 360 PlayStation 3 PlayStation 4 |
| 2010          | ArcaniA: Gothic 4             | Spellbound Entertainment                                          | JoWooD Entertainment | Microsoft Windows Xbox 360 PlayStation 3 PlayStation 4 |
| 2011          | ArcaniA: Fall of Setarrif     | Spellbound Entertainment                                          | JoWooD Entertainment | Microsoft Windows Xbox 360 PlayStation 3 PlayStation 4 |
| Інші ігри     |                               |                                                                   |                      |                                                        |
| 2008          | Gothic 3: The Beginning       | Handy-Games GmbH [Архівовано 31 липня 2009 у Wayback Machine.]    | JoWooD Entertainment | Java ME                                                |
| 2019          | Gothic Playable Teaser        | THQ Barcelona                                                     | THQ Nordic           | Microsoft Windows                                      |

## Серія Gothic на Nintendo Switch
У 2023 році на консоль Nintendo Switch вийдуть дві частини серії. THQ Nordic підготувала портативний порт оригінального коду гри без ремастерингу та змін (однак із численними виправленнями). Перша частина серії, Gothic Classic, була випущена 28 вересня 2023 року. Друга частина, Gothic II Complete Classic разом із розширенням Noc Kruka, матиме свою прем'єру 28 листопада 2023 року. Українські ігрові влогери закликають не грати в порти на Nintendo Switch ігор серії Gothic, бо портуванням займалася російська студія.